# Jezero Poděbrady (Horka nad Moravou)
Jezero Poděbrady je umělé jezero v Horce nad Moravou, které je rovněž oblíbeným rekreačním místem pro obyvatele Olomouce.

## Lokalita
Jezero se rozkládá nedaleko obce Horka nad Moravou asi 5 kilometrů od centra Olomouce. Leží mezi olomouckými městskými částmi Chomoutov a Řepčín. Jezero vzniklo těžbou štěrkopísku a je jednou z nejčistších vodních ploch v Olomouckém kraji. Jezero patří do CHKO Litovelské Pomoraví, v roce 1993 bylo vyhlášeno přírodní památkou. V minulosti zde byl také vysazen bobr evropský, jehož stopy jsou v celém Litovelském Pomoraví patrné.

## Historie
V roce 1997 areál výrazně poškodily povodně. Areál se podařilo zachránit až v roce 2010 převodem budovy ze státu do soukromých rukou (majitelem se stal Vlastimil Sedláček), za což se zasloužil tehdejší primátor Martin Novotný.

## Rekreace
Pro svou dostupnost je jezero vyhledávaným místem rekreace pro obyvatele Olomouce a okolí. Návštěvníci jej využívají ke koupání, letním sportům a rybaření. Součástí areálu je nudapláž na severu jezera. Na jihozápadě jezera jsou štěrkopískové pláže s restaurací Terasa. Jeho provozovatelé se starají také o kultivaci pláží, svoz odpadu, pořádají řadu společenských akcí. Budovu restauračního zařízení v bruselském stylu navrhla a realizovala v letech 1958-1965 skupina architektů Karel Typovský, Ladislav Pospíšil a Miloš Suchánek.

## Dostupnost
Přestože je jezero dostupné po cyklostezce do Horky nebo přes Hejčínské louky na kole i pěšky, mnoho lidí sem jezdí autem. Kromě velkého parkoviště lidé parkuji také na příjezdové cestě, za což jim hrozí pokuty.

## Galerie

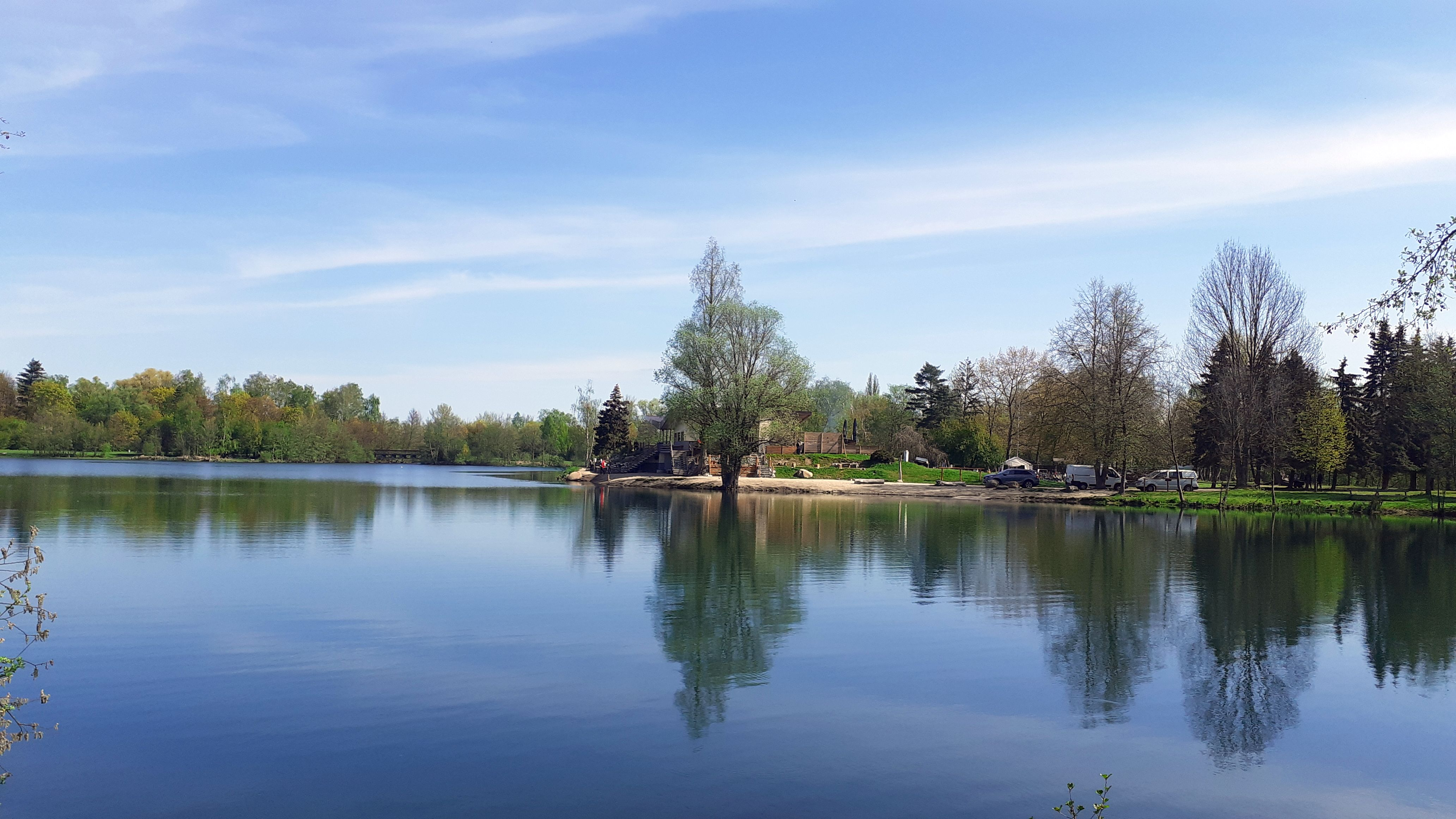
Celkový pohled od jihu
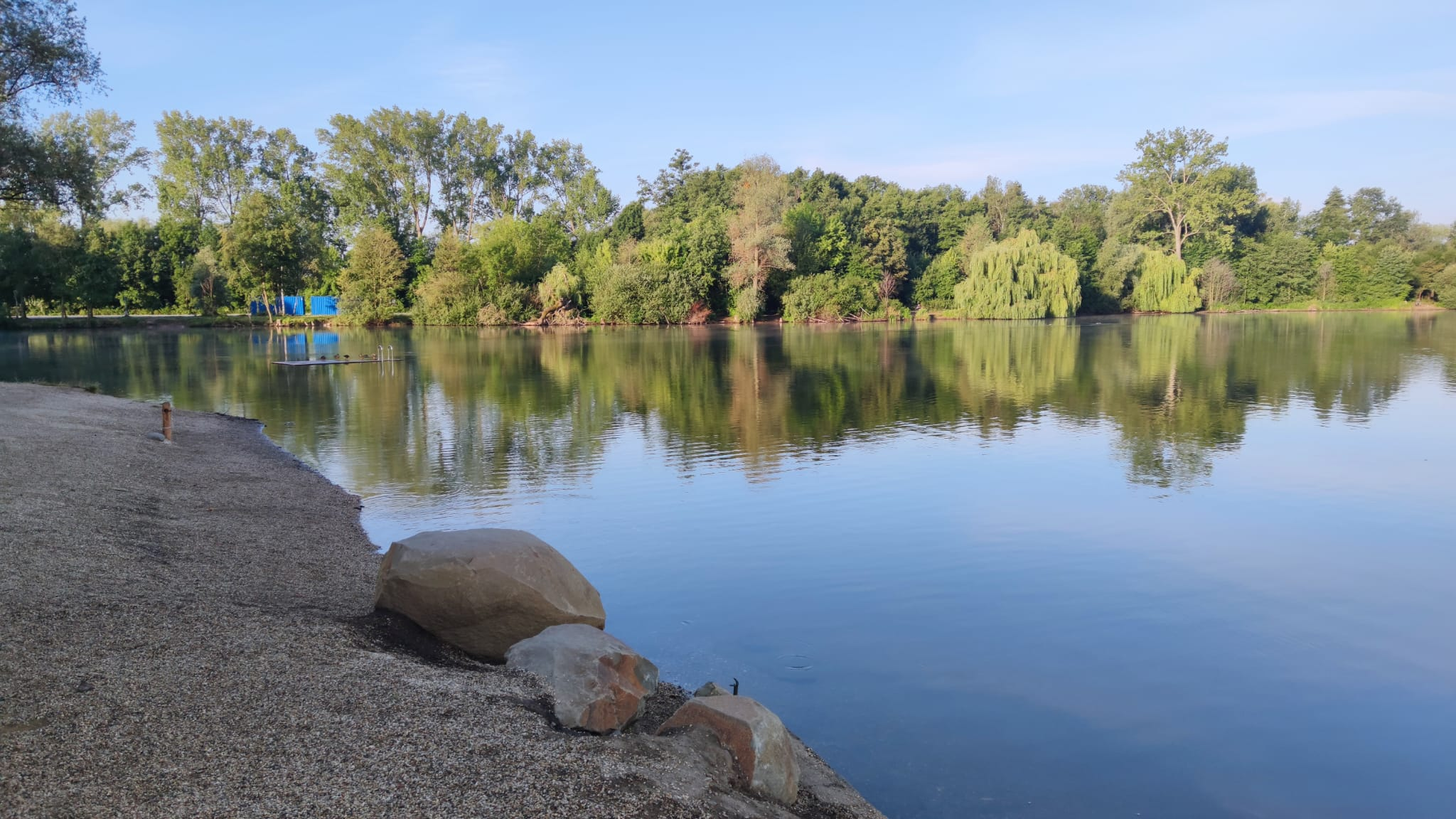
Štěrkopískové pláže
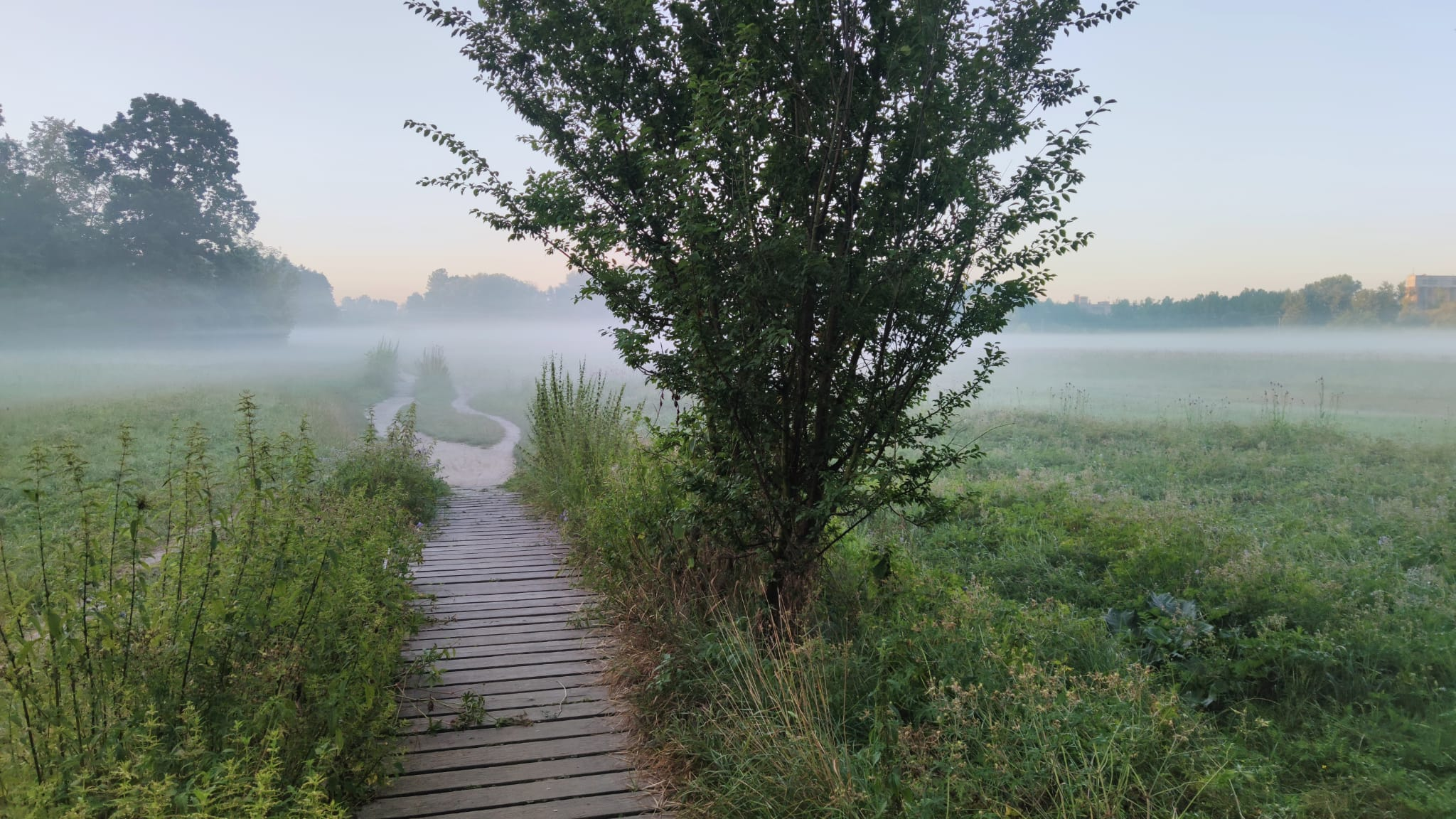
Hejčínské louky
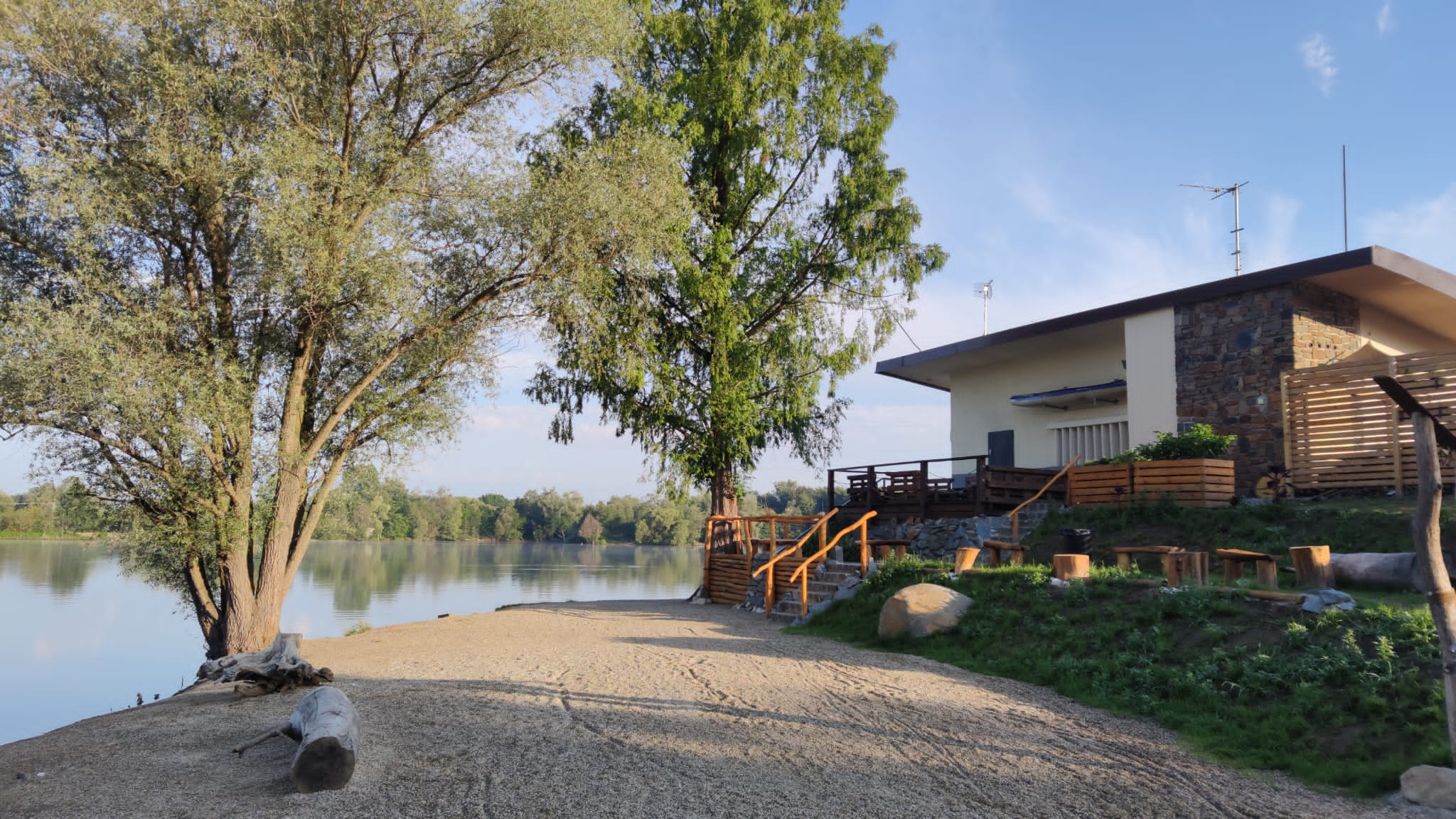
Restaurace terasa
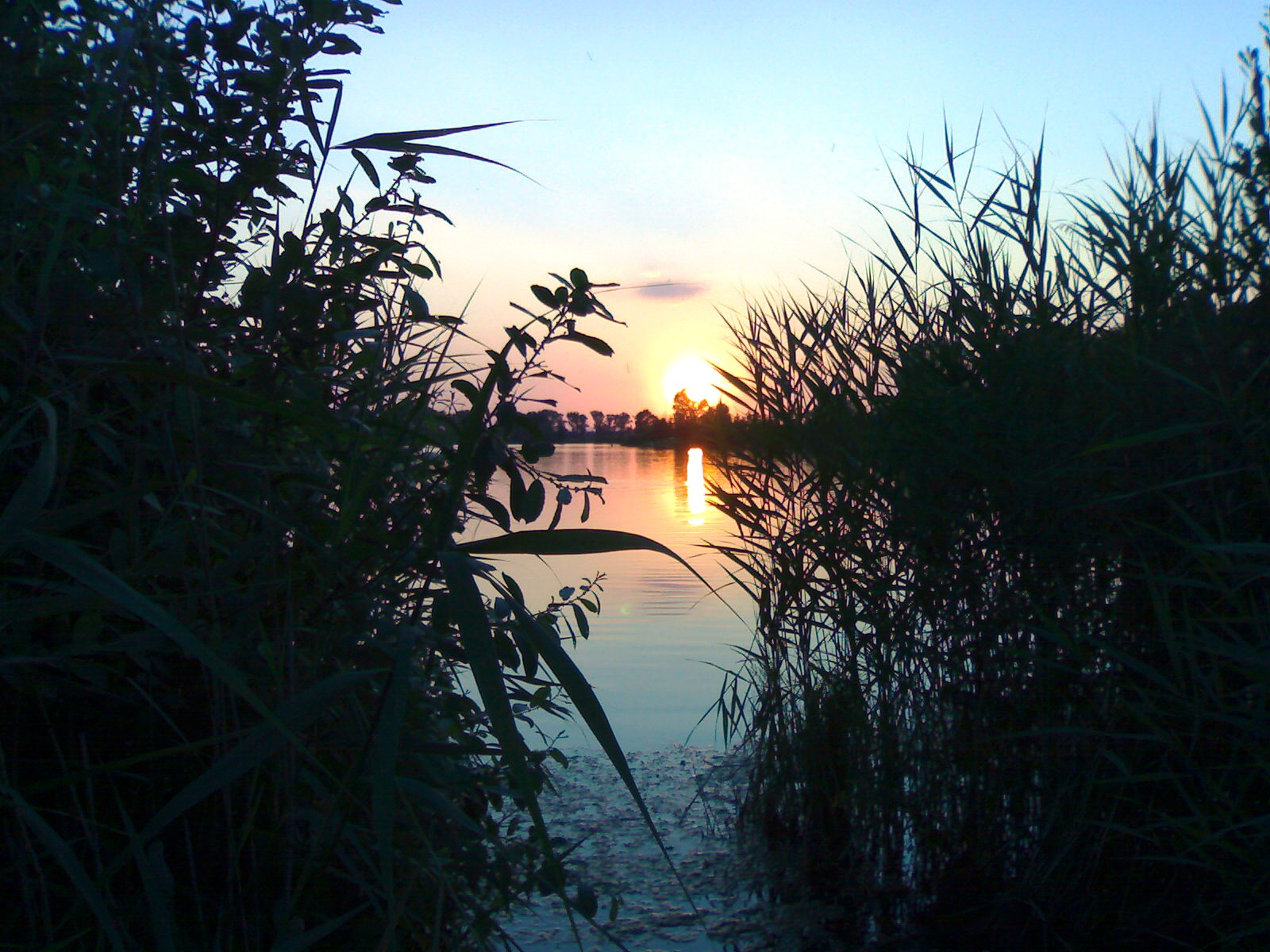
Západ slunce
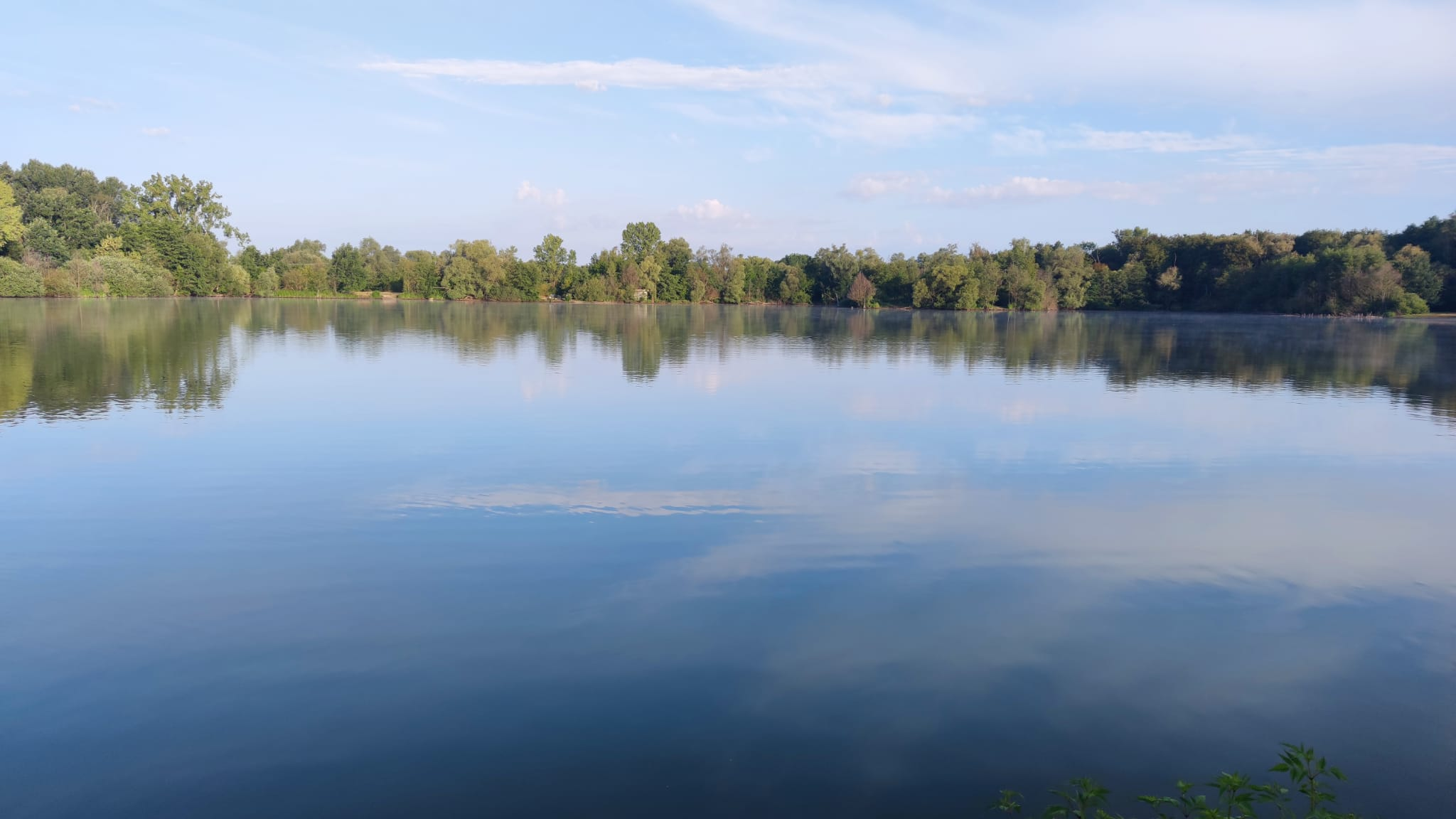
Jezero